# Notiospathius melosus
Notiospathius melosus är en stekelart som beskrevs av Marsh 2002. Notiospathius melosus ingår i släktet Notiospathius och familjen bracksteklar. Inga underarter finns listade i Catalogue of Life.